# Desa Sukadami (administrativ by i Indonesien, lat -6,36, long 107,11)
Desa Sukadami är en administrativ by i Indonesien.   Den ligger i provinsen Jawa Barat, i den västra delen av landet, 30 km sydost om huvudstaden Jakarta.